# Aeolian Hall (Londra)
La Aeolian Hall era una sala da concerto situata a Londra, quartiere Mayfair, New Bond Street, 135-137.

## Storia
La sala iniziò la sua vita come la Grosvenor Gallery, che fu costruita nel 1876 da Coutts Lindsay, un abile artista dilettante con una predilezione per il movimento artistico, per il quale fu ritenuto in qualche modo ridicolo. Nel 1883 decise di illuminare la sua galleria con l'elettricità. Una dépendance divenne una sottostazione e furono installate attrezzature nel seminterrato, cosa che scosse alcuni vicini e fece sì che altri acquistassero elettricità da lui. Così iniziò il sistema di distribuzione elettrica in uso oggi, ma la minaccia di incendi terminò queste attività e, nel 1890, Lindsay fu costretto a vendere al Grosvenor Club. Nel 1903 l'intero edificio fu rilevato dalla Orchestrelle Company di New York (la Aeolian Company). Come produttori di strumenti musicali, e in particolare il pianista meccanico noto come la pianola, convertirono lo spazio in uffici, una mostra e una sala da concerto.
La Aeolian Hall era un luogo popolare per il tenore concertista russo Vladimir Rosing. La sala fu persino trasformata in un intimo teatro dell'opera per una serie di spettacoli. Nel giugno del 1921 Rosing presentò, con il regista Theodore Komisarjevsky e il direttore d'orchestra Adrian Boult, una stagione di Opera Intime, mettendo in scena La dama di picche, Il barbiere di Siviglia e Pagliacci.
Nel 1938 Webster Aitken tenne suo primo importante concerto inglese, quando, in quattro concerti nella sala, eseguì il ciclo completo delle sonate schubertiane.

## Sala di incisione
Dopo la distruzione dei loro studi di St George's Hall nel marzo del 1943, la BBC prese in gestione la sala per la registrazione e la trasmissione di concerti e recital. The Beatles registrarono Taste of Honey nella sala il 10 luglio 1963 per una trasmissione della BBC di Pop Goes the Beatles, un programma radiofonico della BBC che veniva trasmesso abitualmente. Questa particolare registrazione andò in onda il 23 luglio 1963 (vedi inserto da "The Beatles, Live at the BBC" EMI).
Anche i Led Zeppelin registrarono la loro famosa versione di Travelling Riverside Blues di Robert Johnson in questa postazione il 24 giugno 1969 da trasmettere alla BBC in un secondo momento. Questa fu essenzialmente eseguita come una registrazione dal vivo, con alcune successive sovraincisioni di chitarra forniti da Jimmy Page.
Durante gli anni '70 lo studio fu utilizzato, in aggiunta ai Maida Vale Studios della BBC, per registrare sessioni di musica "live" per The Jimmy Young Programme e The Terry Wogan Show con band britanniche meno conosciute come Peanuts e Sweet. La BBC ha continuato a utilizzare la sede fino al 1975. Renoir House ora occupa il sito: la facciata dell'edificio precedente è stata conservata e la sala sul retro è divisa in uffici per Sotheby's.